# Dicranomyia (Caenoglochina) basistylata
Dicranomyia (Caenoglochina) basistylata is een tweevleugelige uit de familie steltmuggen (Limoniidae). De soort komt voor in het Neotropisch gebied.